# Тайный рескрипт о наказании сёгуната
Тайный рескрипт о наказании сёгуната (яп. 討幕の密勅 то:баку но миттёку) — тайный указ Императора Японии, адресованный руководителям Сацума-хана и Тёсю-хана, с указанием начать карательный поход против сёгуната Токугава. Издан 9 ноября 1867 года, в тот самый день, когда сёгун Токугава Ёсинобу вернул государственную власть Императору.

## История
В 1867 году японская оппозиция, возглавляемая союзом двух ханов Сацума и Тёсю, начала переговоры с Императорским двором о свержении сёгуната Токугава. Представитель столичных аристократов Ивакура Томоми написал текст Императорского рескрипта, который призывал к наказанию 15-го сёгуна Токугавы Ёсинобу. Образцы рескрипта были переданы через аристократа Сандзё Санэнару представителям оппозиции — Окубо Тосимити и Хиросаве Санэоми, а также правителю Сацума-хана Симадзу Хисамицу и правителю Тёсю-хана Мори Тикатике.
В документе сёгун Ёсинобу назывался «вассалом-разбойником». Рескрипт не был написан Императором собственноручно и не имел подписей глав столичного Императорского двора — Накаямы Тадаясу, Сандзё Санэнару и Накамикадо Цунэюки. Документ имел необычный стиль написания и был обнародован только в 1920-х годах. Из-за этого ряд японских историков XX века считали документ подделкой.
Кроме тайного рескрипта представители оппозиции получили другой Императорский приказ, который призывал их наказать правителей восточнояпонских Айдзу-хана и Кувана-хана.
Тайный указ о наказании сёгуната не успел вступить в силу из-за отставки Токугавы Ёсинобы с поста сёгуна и возвращения государственной власти в стране Императору.